# Requiem (Michael Haydn)
Pour les articles homonymes, voir Requiem (homonymie).
La Missa pro defuncto Archiepiscopo Sigismondo, ou plus communément Missa pro Defunctis, Klatzmann I:8, MH 155, est un requiem composé par Michael Haydn en décembre 1771.

## Histoire

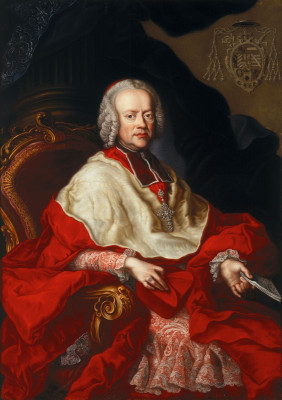
Sigismund von Schrattenbach.

Michael Haydn compose ce requiem pour la mort du comte archevêque Sigismund von Schrattenbach à Salzbourg le 16 décembre 1771. Haydn termine le Requiem avant la fin de l'année, le signant « S[oli] D[eo] H[onus] et G[loria.] Salisburgi 31 Dicembre 1771 ». Sa fille Aloisia Josefa était morte début 1771. Les historiens pensent que son propre deuil a motivé cette composition. De ce requiem existent encore une partition signée découverte à Berlin, un jeu de pages copiées avec de nombreuses corrections de la main de Haydn découvert à Salzbourg, un autre jeu découvert au château Esterházy à Eisenstadt et une partition, préparée par le copiste de Salzbourg Nikolaus Lang, trouvée à Munich.
Leopold et son fils Wolfgang Amadeus Mozart sont présents aux trois premières représentations du requiem de Haydn en janvier 1772,, et Wolfgang est influencé par ce requiem lors de la composition de son propre Requiem en ré mineur, K. 626. Le requiem de Michael Haydn est « un modèle important pour Mozart » et suggère fortement que l'achèvement du requiem de Mozart par Franz Xaver Süssmayr ne s'écarte « en aucune manière des plans de Mozart. »

## Musique

### Instrumentation
L'instrumentation de l'œuvre est classique pour l'époque. Il est à noter toutefois l'absence d'alto parmi les cordes.
| Instrumentation du Requiem de Michael Haydn                                      |
| Cordes                                                                           |
| premiers violons, seconds violons, basse continue                                |
| Bois                                                                             |
| 2 bassons, 1 clarinette                                                          |
| Cuivres                                                                          |
| 4 trompettes en do, 3 trombones                                                  |
| Percussions                                                                      |
| timbales                                                                         |
| Voix                                                                             |
| Solistes : soprano, alto, ténor, baryton Chœur : sopranos, altos, ténors, basses |

### Structure
Ce requiem est composé de sept parties :
I. Requiem aeternam..., Adagio, en do mineur, à .
II. Sequentia : Dies irae, Andante maestoso, en do mineur, à 
.
III. Offertorium
1. Domine Jesu Christe, Rex Gloriae, Andante moderato, en sol mineur, à .
2. Quam olim Abrahae..., Vivace, Alla breve, en sol mineur, à .

IV. Hostias
1. Hostias et preces..., Andante, en sol mineur, à .
2. Quam olim Abrahae..., Vivace e più Allegro, en sol mineur, à .

V. Sanctus, Sanctus Dominus..., Andante, en do mineur, à 
.
VI. Benedictus qui venit..., Allegretto, en mi bémol majeur, à 
.
VII. Agnus Dei et Communio
1. Agnus Dei, Adagio con moto, en do mineur, à .
2. Cum sanctis tuis..., Allegretto, en do mineur, Alla breve, à .
3. Requiem aeternam..., Adagio, en do mineur, à .
4. Cum sanctis tuis..., Allegretto, en do mineur, Alla breve, à .

Sherman recommande un tempo en relation avec celui de l'« Agnus Dei et Communio, la  de l’Agnus Dei et du Requiem aeternam vaut la  de la fugue Cum sanctis tuis. » Sherman recommande également de prendre comme pulsation pour l'Andante maestoso du Dies Irae «  = MM. 104. » Leopold Mozart donne comme instruction que « le staccato indique le lever de l'archet de la corde » sans accent implicite.

## Discographie
- Requiem - Symphonies P9 & P16, Chœur de chambre suisse et Orchestre de chambre de Lausanne dirigés par Christian Zacharias (MDG Gold, 2004)

Solistes : Johannette Zomer (soprano), Helena Rasker (alto), Markus Schäfer (ténor), Klaus Mertens (basse)

## Sources
- (en) Heartz (1995) Daniel. New York. Haydn, Mozart, and the Viennese School: 1740 — 1780 W. W. Norton & Co.
- (en) Sherman (1969) Charles. Mainz Foreword to Missa pro Defunctis Universal Edition
- (en) Wolff (1998) Christoph. Berkeley, California Mozart's Requiem: Historical and Analytical Studies, Documents, Score University of California Press